# Ichneumon middendorffii
Ichneumon middendorffii là một loài tò vò trong họ Ichneumonidae.